# Печатка Орегону

Печатка Орегону

Велика печатка Орегону — один з офіційних символів штату Орегон, США.

## Історія

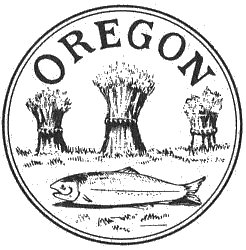
"Лососева" печатка (Salmon Seal)

Свою першу печатку (так звану Лососеву) штат отримав за Тимчасового уряду (1843-1849). На ній зображено лосося (звідси й назва) і три копи зерна. Лосось символізував рибну промисловість, а зерно — сільське господарство регіону. 

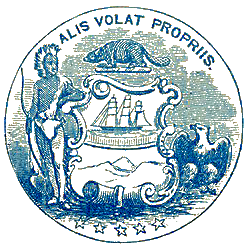
Герб після 1849 р.

Коли до влади прийшов губернатор Джозеф Лейн, 1849 року уряд штату затвердив нову печатку. У центрі було вітрильне судно, що символізувало економіку, вище зображено бобра (символ торгівлі хутром, яким здавна славився Орегон). Ліворуч від корабля стояв індіанець, праворуч — орел. Над бобром знаходиться девіз по-латині Alis Volat Propriis ("Летить вона на крилах").
1857 року в столиці штату, місті Салемі, було проведено Конституційний Конвент, де делегати, що складали конституцію нового штату, затвердили новий герб . Конвент розробниками нового герба призначив Бенджаміна Ф. Берча, Лафаєтта Гровера і Джеймса К. Келлі . Нарешті, переміг варіант від Харві Гордона, до якого згодом було додано зображення лося. 14 лютого 1859 року Орегон став 33-м штатом США.

## Дизайн
Опис дизайну і порядку використання герба міститься в Конституції штату та переглянутому Статуті ORS 186.020.
Відповідно до нього, герб складається з незамкнутого кільця з текстом вгорі «Штат Орегон» і датою вступу внизу — 1859. Усередині кільця, на вершині щита, розташовано американського орла. На щиті зображено гори, лося, вагон і Тихий океан. В океані зображено британський військовий корабель, що відходить, і американський пароплав, що прибуває. Ці судна символізують кінець британського правління в штаті Орегон.  
Лось на гербі свідчить про багатство штату на велику рогату худобу . Унизу зображено копу зерна, плуг і кайла. Вони символізують аграрний сектор і тваринництво . Над ними розташований напис «Союз». Тридцять три зірки, що оточують щит, позначають число штатів у США на момент вступу Орегону до Союзу 1859 року.